# PonPonPon
"PonPonPon" (estilizado como "PONPONPON"; mostrado em sua capa como "PON PON PON") é uma canção da cantora japonesa Kyary Pamyu Pamyu. Foi lançada como single para seu EP, Moshi Moshi Harajuku, e mais tarde incluída em seu primeiro album, "Pamyu Pamyu Revolution". A canção foi escrita e produzida por Yasutaka Nakata do Capsule. O vídeo musical, um tributo psicodélico às culturas "Kawaisa" e  "Decora", foi lançado no YouTube em 16 de julho de 2011 e se tornou um  vídeo viral. Em maio de 2013 o vídeo já havia ultrapassado 49 milhões de visualizações no Youtube.